# Faetón (epos)

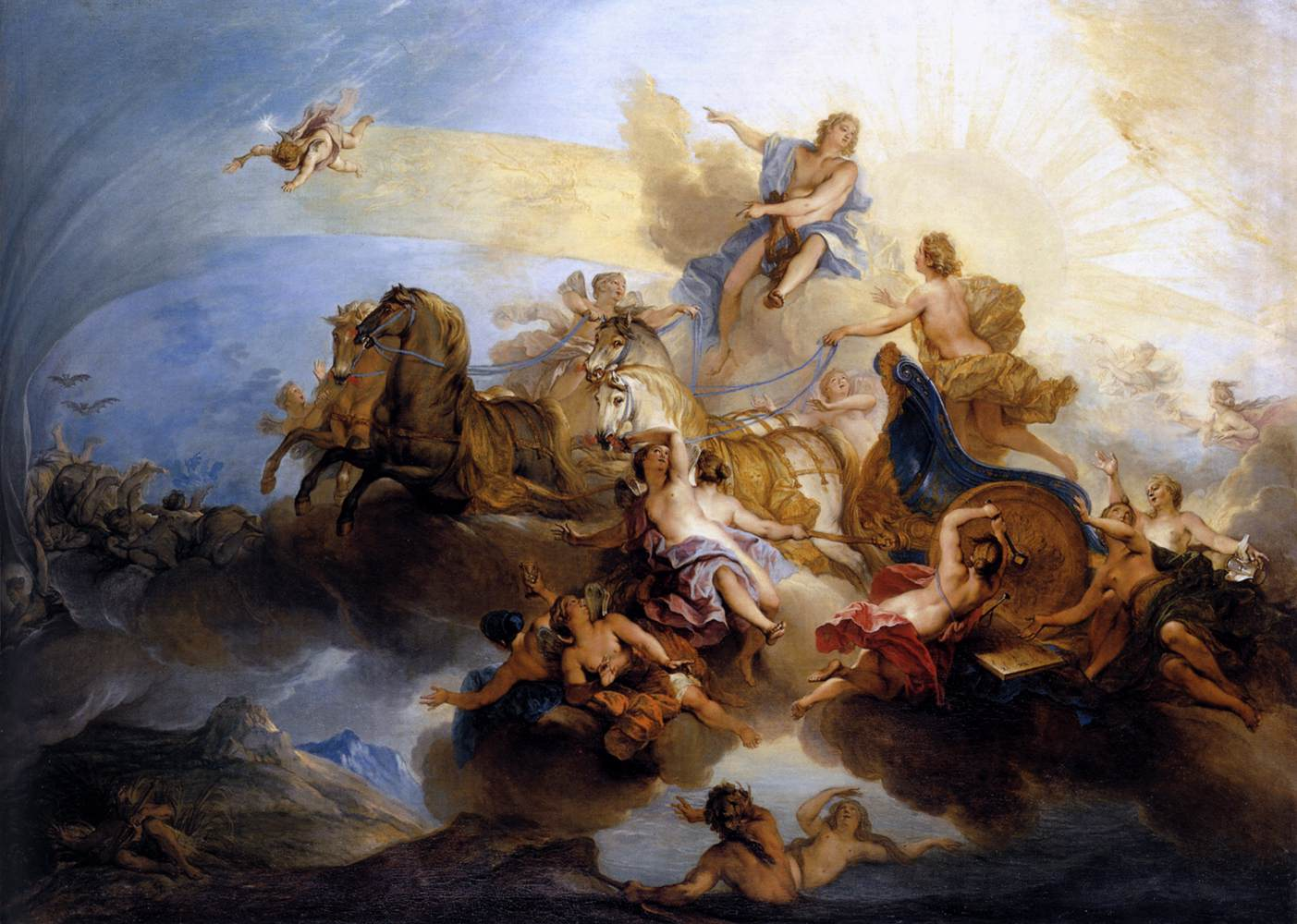
Nicolas Bertin, Faeton na rydwanie Apolla

Faetón (Faeton) – poemat epicki barokowego hiszpańskiego poety Juana de Tasis y Peralta, hrabiego Villamediany (1582-1622). Utwór jest napisany oktawą (octava real), czyli strofą i ośmiowersową rymowaną abababcc, typową dla renesansowej i barokowej epoki włoskiej, hiszpańskiej i portugalskiej, a w XVII wieku także polskiej. Utwór opowiada zaczerpniętą z mitologii greckiej historię Faetona.
Hijo fue digno del autor del dia

El peligroso y alto pensamiento,

Que pudo acreditar con su ossadia,

Sino feliz, famoso atrevimiento:

Costosa emulacion, nueva porfia

Ceder mortal al inmortal intento,

Culpa gloriosamente peregrina

Que fu fama adquirio con su ruina.
Sonet o poemacie hrabiego Villamediana napisał Luis de Góngora y Argote (Al conde de Villamediana, de su Faetón).